# Shuhari

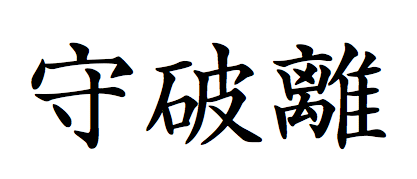
Shuhari in kanji

Lo Shuhari (守破離?) è un concetto delle arti marziali giapponesi che si riferisce alle fasi di apprendimento che conducono alla padronanza di una tecnica o di una materia.
Shuhari può essere tradotto approssimativamente in "mantenere, cadere, staccarsi" e si divide in tre fasi:
- shu (守? "proteggere", "obbedire") – saggezza tradizionale – apprendimento di fondamenti, tecniche, proverbi:

in questa fase iniziale gli studenti seguono esattamente gli insegnamenti di un maestro. Si concentrano su come svolgere il compito, senza preoccuparsi troppo della teoria sottostante. Se ci sono più variazioni su come svolgere il compito, si concentrano solo sull'unico modo in cui il loro maestro insegna loro.
- ha (破? "distacco", "divagazione") – rottura con la tradizione – distacco dalle illusioni di sé:

a questo punto gli studenti iniziano a diramarsi. Con il funzionamento delle pratiche di base, ora iniziano ad apprendere i principi e la teoria alla base della tecnica. Iniziano anche ad imparare da altri maestri e integrano quell'apprendimento nella propria pratica.
- ri (離? "lasciare", "separare") – trascendenza – non ci sono tecniche o proverbi, tutti i movimenti sono naturali e diventano tutt'uno con lo spirito senza aggrapparsi alle forme; trascendendo il fisico:

gli studenti non stanno imparando da altre persone, ma dalla loro stessa pratica. Creano i propri approcci e adattano ciò che hanno imparato alle proprie circostanze particolari.
Il concetto viene talvolta usato in altri contesti; per esempio, è stato usato con riferimento all'apprendimento del Go, e l'informatico Alistair Cockburn l'ha citato come modello del modo in cui apprendono le tecnologie e le metodologie per lo sviluppo del software.